# Greatest Hits Video Collection 1991-2000
Greatest Hits Video Collection es el primer vídeo recopilatorio de grandes éxitos del grupo musical estadounidense The Smashing Pumpkins. El vídeo fue lanzado el 20 de noviembre del 2001, en formato DVD-Video, por medio de la compañía discográfica Virgin Records.
El DVD contiene todos los vídeos oficiales del grupo, desde Siva hasta Untitled.

## Lanzamiento
Este DVD fue lanzado el 20 de noviembre del 2001, en conjunto con Rotten Apples, un álbum recopilatorio de grandes éxitos. Tanto el DVD como el CD fueron certificados por la Recording Industry Association of America con disco de oro, pocos meses después de su lanzamiento.
Ambos lanzamientos omitieron la canción "The End Is the Beginning Is the End" de sus respectivas listas de canciones, debido a que el sencillo y vídeo musical se encontraban bajo la licencia de Warner Bros. para su uso en la banda sonora de la película Batman y Robin. El vídeo musical se puede encontrar dentro de los extras de la edición especial del DVD de Batman y Robin, lanzado en 2005.

## Lista de canciones
1. Siva
2. Rhinoceros
3. Cherub Rock
4. Today
5. Disarm
6. Rocket
7. Bullet with Butterfly Wings
8. 1979
9. Zero
10. Tonight, Tonight
11. Thirty-three
12. Ava Adore
13. Perfect
14. The Everlasting Gaze
15. Stand Inside Your Love
16. Try, Try, Try
17. Geek U.S.A.
18. Fuck You (An Ode to No One)
19. I Am One
20. Try - A short film
21. Untitled

- Datos: Q3493687